# Сила в єдності
Сила в єдності (груз. ძალა ერთობაშია) — коаліція політичних партій Грузії, яка була створена 15 липня 2018 року.

## Історія
Ідея об'єднання опозиційних сил в боротьбі проти правлячої партії «Грузинська мрія» належить колишньому президенту Грузії Міхеїлу Саакашвілі. Коаліція «Сила в єдності» створена 15 липня 2018 року, напередодні Президентських виборів в Грузії 2018 року. У коаліцію «Сила в єдності» увійшли 10 опозиційних партій, серед яких «Єдиний національний рух», «Служи Грузії», «Цивільний альянс для свободи», «Європейські демократи Грузії», «Християнсько-консервативна партія», «Держава для народу», «Нова Грузія», «Республіканська партія», «Грузія серед лідерів» та «Націонал-демократична партія».
19 липня 2018 року коаліція «Сила в єдності» оголосила про висунення єдиного кандидата, яким став Ґріґол Вашадзе.
Коаліція «Сила в єдності» також заявила про свою участь в парламентських виборах 2020 року в якості виборчого блоку, при цьому перші три десятка кандидатів партійного списку будуть укомплектовані з дотриманням принципу паритету.

## Партії коаліції
- «Держава для народу»
- «Грузія серед лідерів»
- «Європейські демократи»
- «Єдиний національний рух»
- «Національно-демократична партія Грузії»
- «Нова Грузія»
- «Служи Грузії»
- «Республіканська партія Грузії»
- «Християнсько-консервативна партія Грузії»
- «Цивільний альянс для свободи»

## Історія виборів
| Рік  | Вибори        | %                   | Місце                             |
| ---- | ------------- | ------------------- | --------------------------------- |
| 2018 | Президентські | 37,74% (Перший тур) | Грігол Вашадзе посіла друге місце |
| 2018 | Президентські | 40,48% (Другий тур) | Грігол Вашадзе посіла друге місце |
| 2020 | Парламентські | 27,14%              | друге місце                       |